# Reutigen
Reutigen – gmina (niem. Einwohnergemeinde) w Szwajcarii, w kantonie Berno, w regionie administracyjnym Oberland, w okręgu Thun. 1 stycznia 2024 do gminy przyłączono gminę Zwieselberg.

## Demografia
W Reutigen mieszka 1351 osób. W 2020 roku 7,1% populacji gminy stanowiły osoby urodzone poza Szwajcarią.

## Transport
Przez teren gminy przebiegają drogi główne nr 227 i nr 230.